# Loch Ericht
Le loch Ericht (en gaélique écossais : Loch Eireachd) est un loch d'eau douce à la frontière entre la région de Perth et Kinross et Highland en Écosse. Il est situé à une altitude de 351 mètres d'altitude et, a une orientation nord-est sud-ouest. Le village de Dalwhinnie trouve à l'extrémité nord-est du lac. Le loch a une longueur de 23 kilomètres et une superficie d'environ 18 kilomètres carrés. Le loch Ericht est le dixième plus grand lac d'eau douce d'Écosse et, est très connu pour la pêche à la truite.
Le loch fait partie d'un aménagement hydroélectrique et est barré par un barrage aux deux extrémités. L'eau s'écoule à l'extrémité nord via l'aqueduc Cuaich. L'extrémité sud est relié à une centrale hydroélectrique au loch Rannoch par la rivière Ericht (en), longue de 6 kilomètres. Le barrage septentrional protège le village de Dalwhinnie contre les inondations.
Loch Ericht est entouré par un certain nombre de munros, dont Ben Alder (1148 mètres) et Geal Charn (1 132 mètres). Des zones de chasses bordent le loch, dont la Ben Alder Forest.